# João Vaccari Neto
João Vaccari Neto (São Paulo, 30 de octubre de 1958) es un político y sindicalista brasileño. De origen sindical, Vaccari fue tesorero y secretario de Finanzas y Planificación del Partido de los Trabajadores (PT) y fue presidente de Bancoop (Cooperativa Habitacional dos Bancários de São Paulo), cooperativa conocida por el Caso Bancoop. Fue condenado por corrupción en 2015 en el caso de blanqueo de fondos en el Partido de los Trabajadores. Actualmente, está envuelto en una segunda investigación, conocida como Operación Lava Jato.
En 2002 fue elegido 2.º suplente del senador por São Paulo, en la lista encabezada por Aloizio Mercadante. Vaccari fue también miembro del Consejo de Administración de Itaipu Binacional. Fue exonerado del cargo en enero de 2015 por la presidenta Dilma Rousseff.

## Caso Bancoop
Vaccari es uno de los reos en el Caso Bancoop por crimen organizado, formación ilícita, estafa, falsedad ideológica y lavado de dinero por el desvío de recursos por un total aproximado de R$ 70 millones y perjuicio de aproximadamente R$ 100 millones a los socios de la cooperativa, que no recibieron sus viviendas.

## Caso Petrobras
Fue prendido por la Policía Federal el 15 de abril de 2015 en la 12.ª fase de la Operación Lava Jato.

### CPI de la Petrobras
Convocado por la comisión a la CPI de la Petrobras, Vaccari afirmó en 9 de abril de 2015 en audiencia  que las donaciones de campañas oficiales hechas por empresas investigadas por la Operación Lava Jato en la campaña electoral de 2010 no representan peso excesivo en el total recaudado. También admitió haber frecuentado la oficina del doleiro Alberto Youssef.
Al preguntársele, Vaccari afirmó que podría callarse, debido a la decisión del Supremo Tribunal Federal, pero que había respondido a todas las preguntas. "Respondo porque he dicho que estoy a la disposición de las autoridades en las investigaciones".

### Condena
El 22 de junio de 2015 Vaccari fue condenado por la justicia con pena de 15 años y 4 meses de reclusión por los crímenes de corrupción pasiva, lavado de dinero y asociación criminal. Está prendido en el complejo médico-penal en Pinhais, en Curitiba.